# Volta Limburg Classic 2021
De Nederlandse wielerwedstrijd Volta Limburg Classic werd in 2021 niet verreden. De wedstrijd werd eerst vanwege de coronapandemie uitgesteld van 3 april naar 18 juli. De editie van 2020 werd vanwege diezelfde reden geannuleerd. De datum van 18 juli werd vervolgens geschrapt, vanwege de noodtoestand door overstromingen na hevige regenval.

## Mannen
Bij de mannen stond de wedstrijd op de kalender als onderdeel van de UCI Europe Tour 2021, in de categorie 1.1.

### Deelnemende ploegen
| World Tour                                                                                    | Pro Continentaal | Continentaal |
| --------------------------------------------------------------------------------------------- | --- | --- |
| BORA-hansgrohe Intermarché-Wanty-Gobert Matériaux Jumbo-Visma Qhubeka-ASSOS UAE Team Emirates | Alpecin-Fenix Arkéa Samsic B&B Hotels p/b KTM Bingoal Pauwels Sauces WB Sport Vlaanderen-Baloise Uno-X Vini Zabù-KTM | À Bloc CT BEAT Cycling Club Canyon dhb p/b Soreen Development DSM EvoPro Racing Leopard Metec-Solarwatt p/b Mantel Riwal-Readynez SEG Racing Academy Tarteletto-Isorex VolkerWessels XSpeed United |

## Vrouwen
Ook de vrouweneditie van de Volta Limburg Classic werd in 2021 niet verreden. De wedstrijd stond op de kalender als een nationale wedstrijd, zonder UCI-status.
1973 · 1974 · 1975 · 1976 · 1977 · 1978 · 1979 · 1980 · 1981 · 1982 · 1983 · 1984 · 1985 · 1986 · 1987 · 1988 · 1989 · 1990 · 1991 · 1992 · 1993 · 1994 · 1995 · 1996 · 1997 · 1998 · 1999 · 2000 · 2001 · 2002 · 2003 · 2004 · 2005 · 2006 · 2007 · 2008 · 2009 · 2010 · 2011 · 2012 · 2013 · 2014 · 2015 · 2016 · 2017 · 2018 · 2019 · 2020 · 2021 · 2022 · 2023 · 2024